# Gaozhou
Gaozhou, även romaniserat Kaochow (kinesiska: 高州; pinyin: Gāozhōu) är en stad på häradsnivå i Maomings stad på prefekturnivå i provinsen Guangdong i sydöstra Kina. Den ligger omkring 270 kilometer sydväst om provinshuvudstaden Guangzhou. 
Gaozhou är indelat i fem stadsdelsdistrikt, 23 köpingar och tre administrativa enheter på sockennivå.
Stadsdelsdistrikt (jiedao):

- Baoguang (宝光街道)
- Jinshan (金山街道)
- Panzhou (潘州街道)
- Shanmei (山美街道)
- Shiziling (石仔岭街道)

Köpingar (zhen):

- Caojiang (曹江镇)
- Changpo (长坡镇)
- Dajing (大井镇)
- Dapo (大坡镇)
- Dong'an (东岸镇)
- Fenjie (分界镇)
- Genzi (根子镇)
- Guding (古丁镇)
- Hehua (荷花镇)
- Hetang (荷塘镇)
- Magui (马贵镇)
- Nantang (南塘镇)
- Pingshan (平山镇)
- Shatian (沙田镇)
- Shenzhen (深镇镇)
- Shiban (石板镇)
- Shigu (石鼓镇)
- Sishui (泗水镇)
- Tantou (潭头镇)
- Xieji (谢鸡镇)
- Xindong (新垌镇)
- Yuntan (云潭镇)
- Zhenjiang (镇江镇)

Områden på sockennivå:
- Huoxing Nongchang jordbruk (火星农场)
- Shengli Nongchang jordbruk (胜利农场)
- Tuanjie Nongchang jordbruk (团结农场)